# Rhododendron xanthanthum
Rhododendron xanthanthum är en ljungväxtart som först beskrevs av Tagg och Forr., och fick sitt nu gällande namn av D.F. Chamberlain. Rhododendron xanthanthum ingår i släktet rododendron, och familjen ljungväxter. Inga underarter finns listade i Catalogue of Life.